# Wednesbury
Wednesbury is een plaats in het bestuurlijke gebied Sandwell, in het Engelse graafschap West Midlands. De plaats telt 24.337 inwoners en ligt in de streek Black Country.
De naam betekent burcht van Wodan.

## Geboren
- Billy Walker (29 oktober 1897), voetballer
- Garry Cook (10 januari 1958), atleet

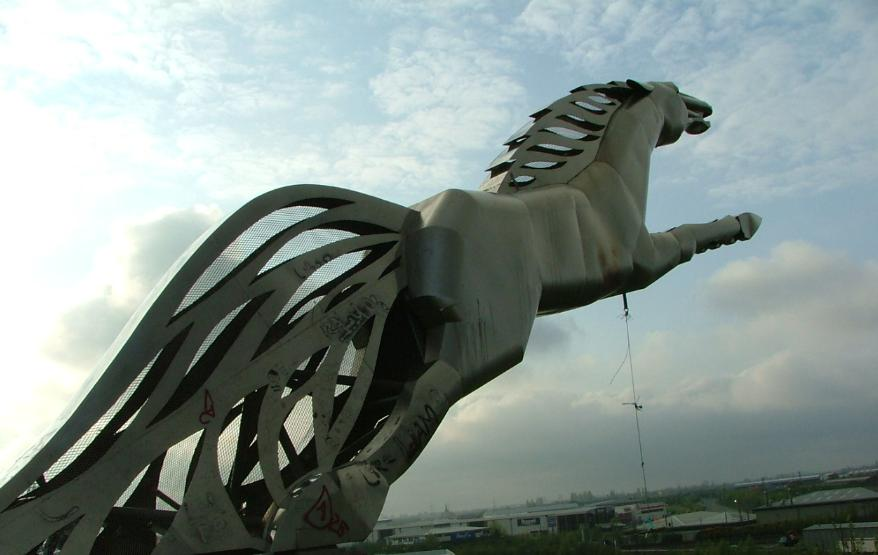
Standbeeld van Sleipnir, het paard van Wodan